# Neff (azienda)
Neff GmbH è un'azienda tedesca produttrice di elettrodomestici da incasso destinati alla fascia alta di mercato.

## Storia
Fu fondata nel 1877 a Bretten, nel Baden-Württemberg, dal fabbro Carl Andreas Neff come Carl Neff Herd- und Ofenfabrik, piccola impresa per la produzione di stufe a carbone.
Divenuta Neff-Werke GmbH, nel corso del XX secolo, ampliò la sua produzione alle cucine a gas ed ai forni elettrici, settore nei quali ben presto divenne una delle maggiori in Europa, in modo particolare nel dopoguerra, con la cucina modello Arcus, che ebbe uno strepitoso successo commerciale.
Crebbe in termini di addetti, che passarono dai 40 del 1910 ai 4.400 del 1967, anno in cui, oltre a due stabilimenti a Bretten, l'azienda ne contava altri quattro (Bruchsal, Rinklingen e Ittlingen), e produceva annualmente circa 500.000 pezzi.
Nel 1969 la Neff entrò nell'orbita del colosso AEG-Telefunken, e divenne Carl Neff GmbH. Gli anni settanta-ottanta, la crisi che colpì l'AEG-Telefunken causò il dimezzamento del numero di addetti in organico. Nel 1982 l'azienda fu rilevata per intero dalla BSH Bosch-Siemens Hausgeräte, della quale fino ad oggi è una controllata.

## Prodotti

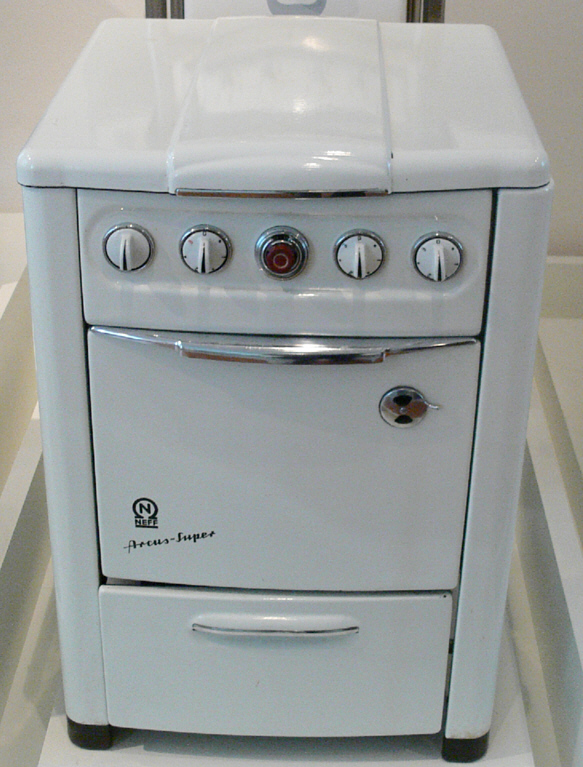
Cucina elettrica „Arcus super“, 1957

Azienda del Gruppo BSH, Neff conta circa 1.300 dipendenti e nello storico stabilimento di Bretten produce forni, macchine da caffè, piani cottura, cappe, frigoriferi, congelatori, lavastoviglie, lavatrici e asciugatrici, progettati nella sede di Monaco di Baviera.